# Kearsley
Kearsley è un paese di 9.287 abitanti della contea della Grande Manchester, in Inghilterra, già comune fino al 1974.